# KamAZ-43118
Der KamAZ-43118 (russisch КамАЗ-43118) ist ein allradgetriebener Lastwagen aus der Produktion des KAMAZ-Werks in Nabereschnyje Tschelny. Das Fahrzeug wird seit 1995 in Serie gebaut. Vom Vorgänger KamAZ-43114 unterscheidet sich das Modell hauptsächlich durch eine gesteigerte Nutzlast sowie einen leistungsstärkeren Dieselmotor.

## Fahrzeugbeschreibung

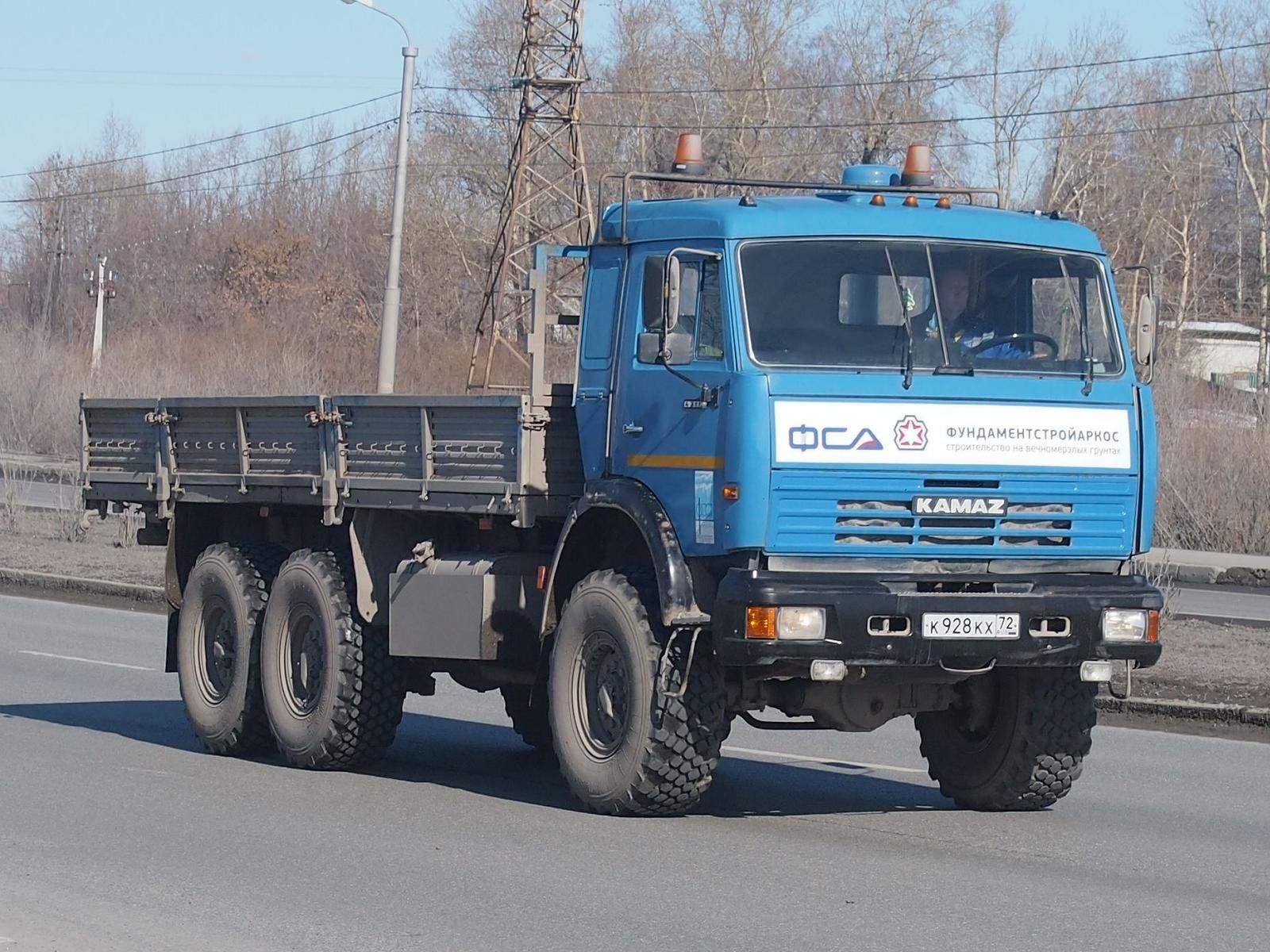
KamAZ-43118 mit Pritsche in Tjumen (2014)

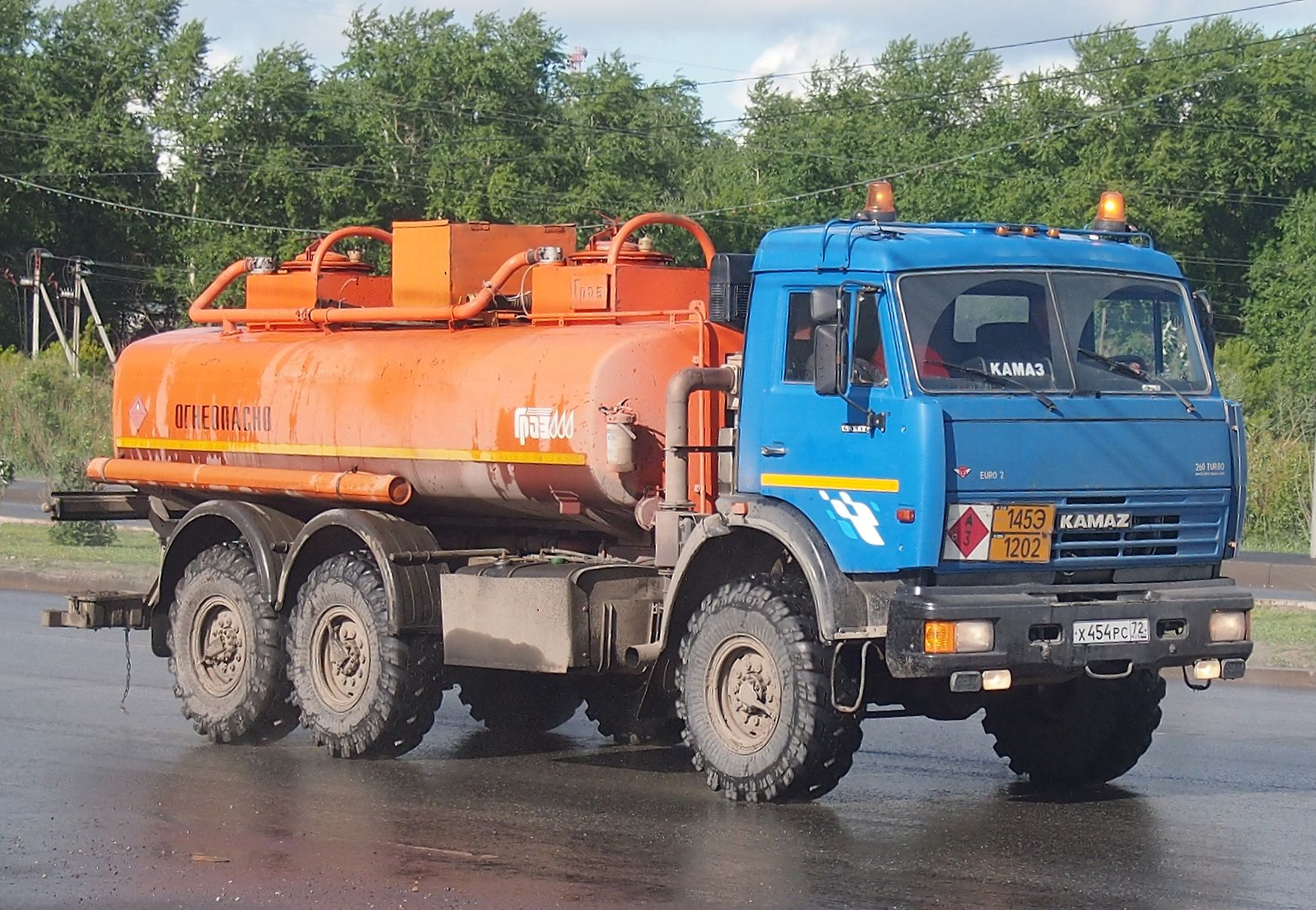
KamAZ-43118 als Treibstofftransporter in Tjumen (2014)

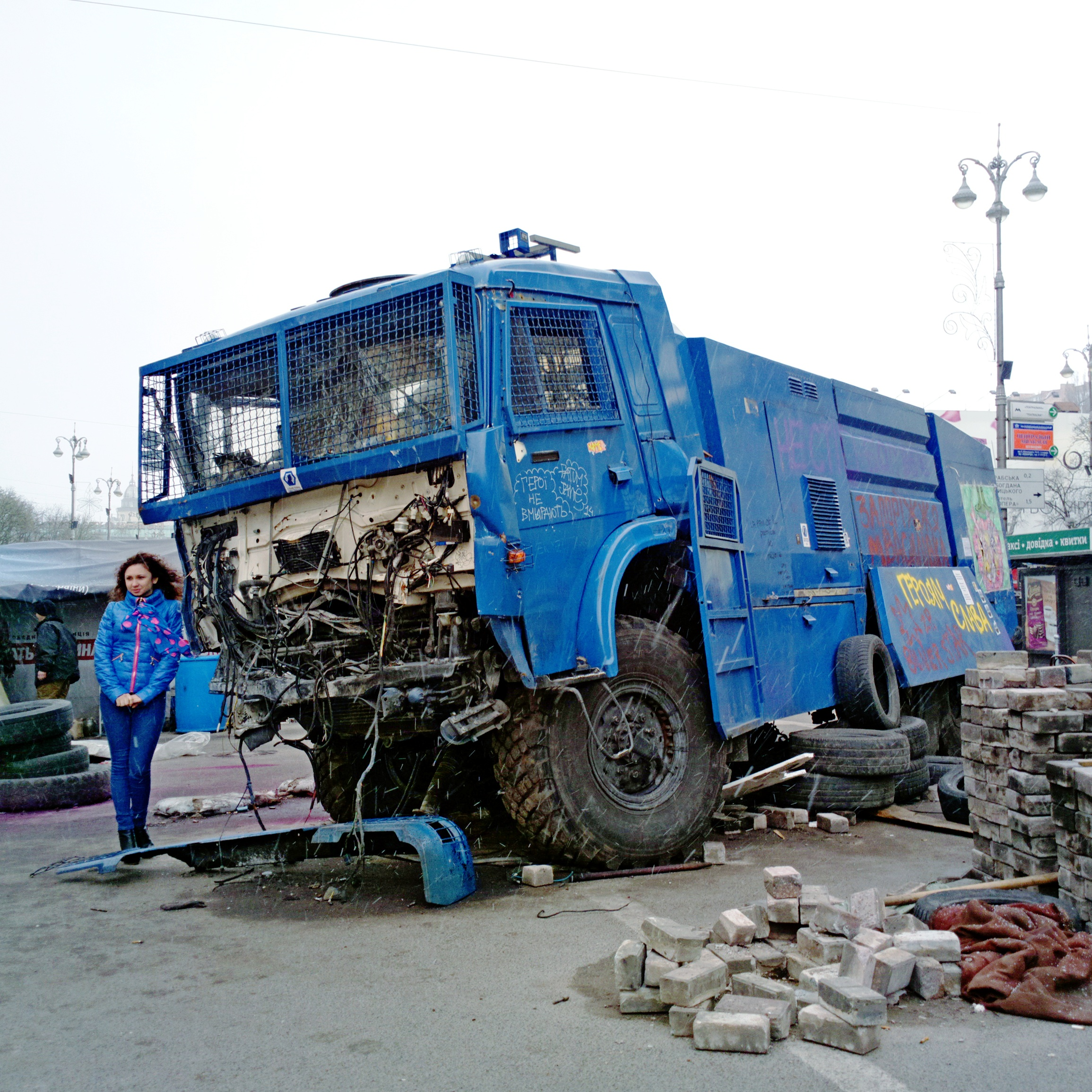
Zerstörter Wasserwerfer auf Basis eines KamAZ-43118 nach den Euromaidan-Unruhen (2014)

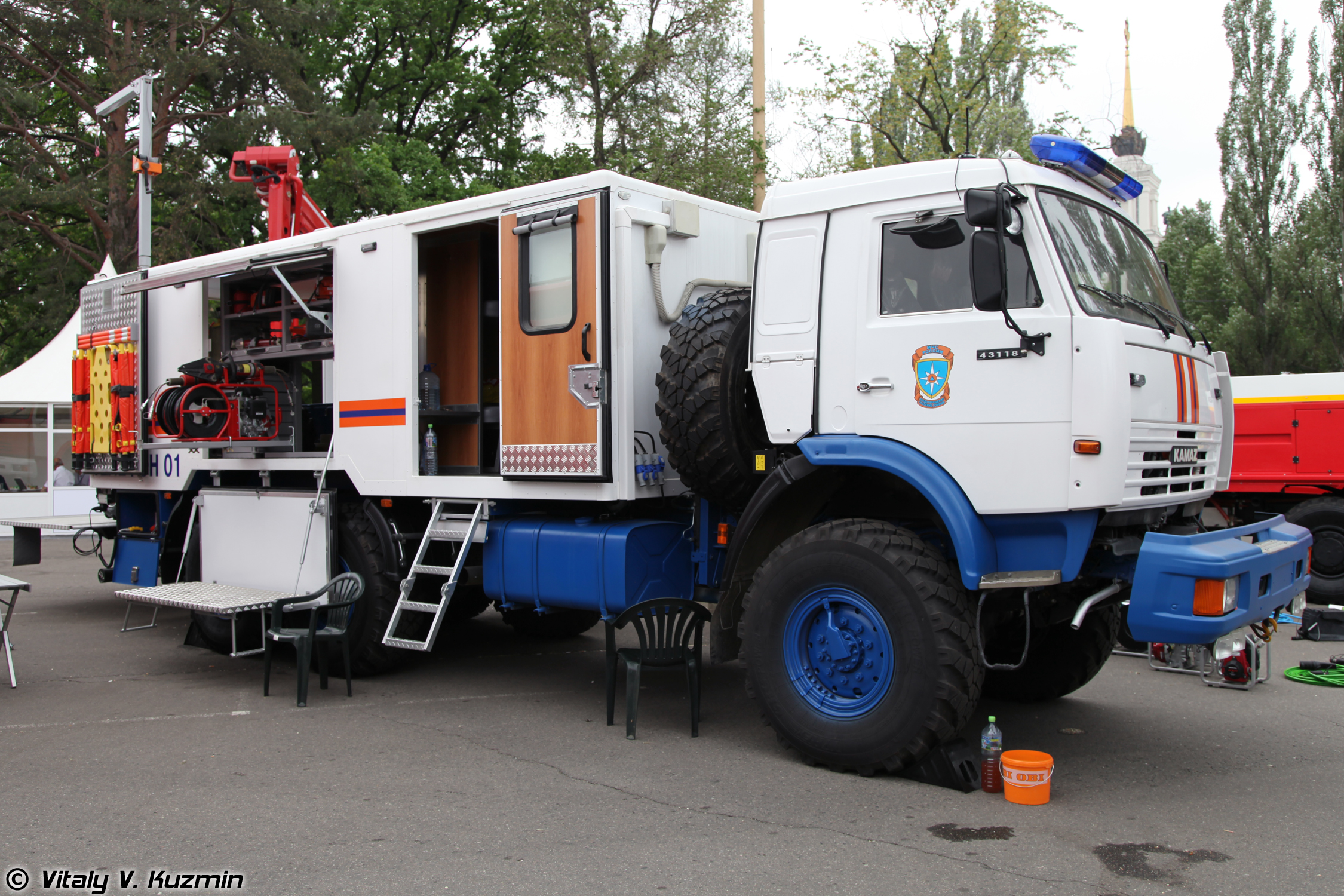
Behördliches Notfall- und Bergungsfahrzeug auf Basis eines KamAZ-43118 (2012)

Der KamAZ-43118 wurde Mitte der 1990er-Jahre als schwerere Version des KamAZ-43114 entwickelt und war zunächst für zehn Tonnen Nutzlast konzipiert. Wie auch bei anderen Modellen des Herstellers aus diesem Zeitraum wurde ein Fünf-Gang-Schaltgetriebe mit zusätzlicher Geländeuntersetzung verbaut. Der großvolumige V8-Dieselmotor vom Typ KamAZ-740 aus hauseigener Fertigung leistete zunächst 260 PS (191 kW) bei einem Hubraum von 10,85 Litern. Der Radstand wurde gegenüber dem Vorgänger um 335 Millimeter verlängert. Außerdem wurden zwei unterschiedliche Pritschen mit Längen von 6,2 beziehungsweise 5,1 Meter angeboten. Bei der Version mit kurzer Ladefläche ist das Ersatzrad hinter dem Fahrerhaus angebracht, bei Versionen mit langer Ladefläche unter dem Fahrzeug.
Fahrzeuge aus der aktuellen Produktion (2016) besitzen einen Motor, der durch einen größeren Hub auf einen Hubraum von 11,76 Liter kommt. Das turboaufgeladene Dieseltriebwerk erfüllt die Abgasnorm EURO-4 und leistet 300 PS (221 kW), was im Anhängerbetrieb eine zulässige Gesamtmasse des Zugs von über 33 Tonnen ermöglicht. Die verbauten Getriebe stammen nicht mehr aus eigener Fertigung, sondern werden von ZF Friedrichshafen zugeliefert. Außerdem wurde das Fahrerhaus optisch überarbeitet. Nach wie vor verfügt der Lastwagen über permanenten Allradantrieb, große Einzelbereifung mit grobem Profil und eine große Bodenfreiheit, um die notwendige Geländegängigkeit zu gewährleisten. Die Nutzlast wurde um etwas mehr als eine Tonne erhöht.

## Modellvarianten
Im Laufe der nunmehr über 20 Jahre dauernden Produktionszeit wurden verschiedene Versionen des KamAZ-43118 in Serie gebaut. Die nachfolgende Liste erhebt keinen Anspruch auf Vollständigkeit.
- KamAZ-43118 – Grundversion, gebaut seit 1995
- KamAZ-44108 – allradgetriebene Sattelzugmaschine auf Basis des KamAZ-43118
- KamAZ-45141 – allradgetriebener Kipper auf dem Fahrgestell des KamAZ-43118
- KS-5579 – geländegängiger Mobilkran mit einer Tragkraft von 25 Tonnen auf Basis des KamAZ-43118
- ATZ-56142-010-35 – geländegängiger Treibstofftransporter (Tankwagen)
- AZ-7-40 – Feuerwehrfahrzeug
- AZ-8-40(43118) – Feuerwehrfahrzeug mit Doppelkabine
- diverse weitere Tanklöschfahrzeuge
- als militärischer Pontonleger mit PP-91-Ponton
- verschiedene Spezialaufbauten für Behörden wie Mannschaftstransporter oder Wasserwerfer
- als Basisfahrzeug für das mobile Artilleriesystem Khalifa-1 GHY-02 aus sudanesischer Produktion[4]

Basierend auf dem KamAZ-43118 wurde zudem 2003 der KamAZ-4355 entworfen und auch ein Prototyp gebaut. Es handelt sich um einen Langhauber mit völlig geänderter Kabine und einer möglichen Nutzlast von zehn Tonnen. 2004 wurden einige weitere Prototypen gebaut, darunter auch Kranfahrzeuge. Zu einer Serienfertigung kam es jedoch nie.

## Technische Daten
Die hier aufgeführten Daten gelten für Fahrzeuge vom Typ KamAZ-43118, wie sie vom Hersteller Stand Mitte 2016 angeboten werden. Über die Bauzeit hinweg und aufgrund verschiedener Modifikationen an den Fahrzeugen können einzelne Werte leicht schwanken.
- Motor: Viertakt-V8-Dieselmotor mit Turbolader
- Motortyp: KamAZ-740.662-300
- Leistung: 300 PS (221 kW)
- maximales Drehmoment: 1275 Nm
- Hubraum: 11.760 cm³
- Bohrung: 120 mm
- Hub: 130 mm
- Verdichtung: 17:1
- Tankinhalt: 350 + 210 l
- Getriebe: manuelles Neun-Gang-Schaltgetriebe von ZF Friedrichshafen
- Getriebetyp: ZF 9S1310
- Höchstgeschwindigkeit: 90 km/h
- maximal befahrbare Steigung: 60 %
- Bordspannung: 24 V
- Lichtmaschine: 28 V, 3000 W
- mit Seilwinde ausgestattet
- Antriebsformel: 6×6

Abmessungen und Gewichte
- Länge: 8230 mm
- Breite: 2500 mm
- Höhe: 3510 mm
- Radstand: 3690 + 1320 mm
- Abmessungen der Ladefläche: 6112 × 2470 × 700 mm
- Wendekreis: 24,6 m
- Bodenfreiheit: 385 mm
- Leergewicht: 10.300 kg
- Zuladung: 11.200 kg
- zulässiges Gesamtgewicht: 21.600 kg
- zulässige Anhängelast: 12.000 kg
- zulässiges Gesamtgewicht Zug: 33.600 kg
- Achslast vorne: 5800 kg
- Achslast hinten (Doppelachse): 15.800 kg